# Vogelscheuche (Film)
Vogelscheuche (russisch Чучело, Tschutschelo) ist ein sowjetischer Spielfilm aus dem Jahr 1983.

## Handlung
Lena ist zu ihrem Großvater in die Kleinstadt gezogen, aus der ihre gesamte Familie ursprünglich stammt. Der Großvater wird in der Stadt als sonderbarer Mensch nicht ernst genommen. Er lebt äußerst ärmlich und gibt sein Geld vor allem für Gemälde aus, die im Zusammenhang mit der Geschichte des Städtchens stehen. Lena ist zwölf Jahre alt und geht in die 6. Klasse. Von den anderen Kindern wird sie als Vogelscheuche verspottet. So wird sie schnell zur Außenseiterin in der Klasse. Einzig der von allen akzeptierte Dima findet das Mädchen sympathisch. Lena verliebt sich in den Jungen. Kurz bevor die Klasse zu einer Klassenfahrt nach Moskau aufbrechen soll, schwänzen die Schüler die Schule, um ins Kino zu gehen. Sie werden jedoch erwischt, als Dima in die Klasse zurückkehrt, um sein dort vergessenes Sparschwein zu holen. Die Lehrerin stellt ihn zur Rede und er gesteht das Vergehen. Er weiß jedoch nicht, dass hinter der Tür Lena steht und sein Geständnis mithört. Außerdem sind zwei weitere Schüler im Klassenraum anwesend. Sie halten sich jedoch versteckt. Die gesamte Klasse wird nach diesem Vergehen bestraft und darf nicht nach Moskau reisen. Die Klassenanführerin Mironowa macht sich daraufhin auf die Suche nach dem Verräter. Als ein unschuldiger Schüler verdächtigt wird, gibt sich Lena als Verräterin aus. Sie möchte so den geliebten Dima vor einem Geständnis bewahren. Daraufhin beginnt eine Hexenjagd auf Lena, die ihren Höhepunkt mit einer Verbrennung einer Vogelscheuche auf einem Scheiterhaufen findet. Und an dieser Stelle nimmt auch Dima am Mobbing gegen Lena teil. Lena ist nun am Boden zerstört und der Großvater beschließt mit ihr die Stadt zu verlassen. Zuvor verschenkt er seine Gemälde an die Stadt, die ein Museum für die Bilder einrichten soll. Am Tag der Abreise erkennt auch die Klasse, dass Lena unschuldig ist. Doch jetzt ist es zu spät. Sie verlässt die Stadt mit dem Schiff.

## Hintergrund
Der Film entstand nach einer Erzählung von Wladimir Schelesnikow, der auch am Drehbuch mitarbeitete. Der Film kam 1984 in die sowjetischen Kinos und wurde ein großer Erfolg. Bei der jährlichen Leserumfrage der sowjetischen Filmzeitschrift Sowjetskij Ekran wurde Vogelscheuche zum zweitbesten Film des Jahres 1984 gewählt. In der Bundesrepublik Deutschland erlebte der Film seine Erstaufführung beim Internationalen Kinderfilmfestival in Frankfurt am Main. In der DDR wurde der Film erst 1987 während der Tage des sozialistischen Films in Halle an der Saale erstmals aufgeführt.

## Kritiken
„Ein jugendpsychologisch vorzüglich beobachteter Film mit einem langen, ruhigen Erzählfluss. Erschütternd sind die beinahe pogromartigen Terroraktionen der Mitschüler, die bisweilen einen breiten Raum einnehmen“